# Thomas Alva Edison
Thomas Alva Edison (Milan, Ohio, els EUA, 11 de febrer de 1847 - West Orange, Nova Jersey, els EUA, 18 d'octubre de 1931) va ser un inventor i un home de negocis dels Estats Units que va crear molts aparells importants. Conegut com El màgic de Menlo Park va ser un dels primers inventors que va aplicar els principis de la producció en massa a la invenció.
Edison va ser considerat un dels més prolífics inventors del seu temps, va aconseguir 1.093 patents al seu nom.
Va inventar el fonògraf i va perfeccionar la bombeta o làmpada d'incandescència, després d'experimentar amb més de 1.000 materials diferents, i aconseguir industrialitzar-la amb filament de bambú carbonitzat. Va redescobrir l'anomenat efecte Edison, un tipus d'emissió termoiònica, i el va patentar tot i que no li va trobar cap aplicació pràctica.

## Biografia

### Infància autodidacta

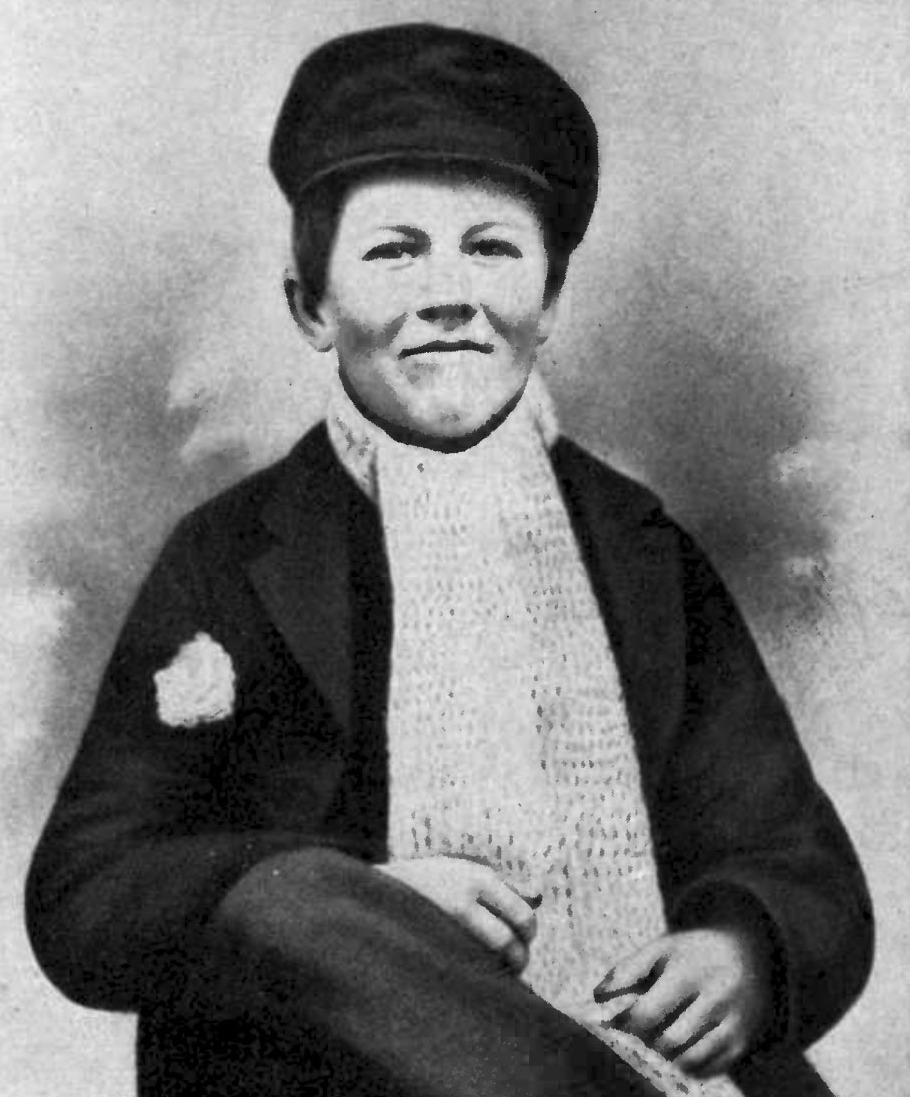
Thomas Edison de nen, venedor de diaris

Neix l'11 de febrer de 1847 a Milan, a l'estat d'Ohio (Estats Units). Fill de Samuel Edison, manefla, brocanter, botiguer, agent immobiliari, fuster, etcètera, canadenc d'origen holandès i de Nancy Elliot Edison, antiga mestra canadenca d'origen escocès. Fou el fill petit d'una família modesta amb set nens.
En 1853, amb 7 anys, la seva família s'instal·la a Port Huron a l'estat de Michigan. El seu professor, el reverend Engle, el considera ràpidament com un babau hiperactiu, ja que és massa curiós, formula massa preguntes i no aprèn ràpidament. Després de 3 mesos de curs, la seva mare ofuscada decideix fer-li l'escola ella mateixa. Completa la seva formació de base en perfecte autodidactisme devorant tots els llibres de ciència de la seva mare.
A l'edat de nou anys, ja havia llegit l'obra School of Natural Philosophy (Escola de Filosofia natural) de Richard Green Parker (1798-1869), i als tretze va descobrir a la biblioteca del seu pare les obres de Thomas Paine. També va llegir el Principia, de Newton.

### Primer laboratori de química als deu anys
El 1857, amb deu anys, Thomas posseeix ja un petit laboratori de química al soterrani de la casa dels seus pares per desenvolupar la seva intel·ligència pràctica.
El 1859, amb dotze anys, Thomas es va fer de venedor de diaris, begudes, cigars, cigarretes, caramels, al tren de la «Gran Trunk Railway» que fa l'anada i tornada quotidiana Port Huron-Detroit. Amb els diners guanyats, es compra una premsa d'impremta d'ocasió que instal·la en un vagó en equipatge per a la redacció i la impressió (durant els trajectes) del seu propi minidiari setmanal el Weekly Herald amb una sortida de 500 exemplars.
El 1860 és autoritzat a condicionar el seu laboratori de química al seu vagó en equipatge-impremta. Segueix les seves experiències durant les parades amb cinc hores a Detroit. S'interessa igualment pel telègraf del tren inventat el 1838 per Samuel Morse. Una sotragada del tren fa caure un dia el fòsfor i provoca un incendi el que li val el seu acomiadament immediat amb els seus primers 2.000 dòlars de guany comercial orgullosament guanyats.

### Pràcticament sord des de l'edat de 13 anys
A l'edat de 13 anys, agafa l'escarlatina de la qual queda pràcticament sord. Aquest handicap influenciarà fortament el seu comportament, la seva carrera, l'orientació dels seus treballs, el seu desig de millorar la sordesa a la humanitat, el motiva per a diverses invencions i decuplica la seva avidesa per a la lectura en particular de les obres de química, electricitat, física, mecànica, etcètera.

### Empleat com a telegrafista de la Western Union Telegraph Company
En 1862 Thomas salva heroicament el bebè fill del cap d'estació de Port Huron que va estar a punt de ser atropellat per un tren. Per agrair-li, l'oficial s'ofereix a ensenyar-li l'alfabet morse i la utilització del seu telègraf durant 2 mesos de formació. Aquesta nova afició li permet trobar una feina de telegrafista a Memphis.
En 1866 als 19 anys, es trasllada a Toronto al Canadà i troba una feina d'ajudant-telegrafista a la Western Union Company. El seu treball consisteix a retransmetre a Toronto els missatges rebuts a cada hora. Realitza llavors la seva primera invenció: transforma el seu telègraf en «transmissor-receptor duplex automàtic de codi Morse» capaç de transmetre sobre un mateix cable dos despatxos en sentit invers automàticament sense intervenció d'empleat, i registra la seva primera patent.
Després esdevé operador ambulant de ciutat a ciutat per tot l'est dels Estats Units.
En 1868, amb 21 anys, expert en telegrafia, Thomas és contractat com a operador-telegrafista nocturn a la Western Union Company de Bòston i treballa en paral·lel sobre diversos projectes d'invents entre els quals hi ha una Màquina de recompte automàtic de votació, es tractava d'un instrument molt simple per al recompte mecànic de vots el 1868. Es podia col·locar a la taula de cada representant; tenia dos botons, un per al vot a favor i un altre per al vot en contra. Per tramitar la patent, Edison va contractar l'advocat Carroll D. Wright. L'instrument es va portar davant d'un comitè del Congrés de Washington. Allà el veredicte va ser brusc però honest: "Jove, si hi ha a la terra algun invent que no volem aquí, és exactament el seu. Un dels nostres principals interessos és evitar trinquets en les votacions, i el seu aparell no faria cap altra cosa que afavorir-los", i és rebutjada pel Congrés dels Estats Units per donar els resultats massa ràpids... I en dedueix un dels seus futurs grans principis de base : «Never invent something that people don't want» (mai no inventar alguna cosa que la gent no vol).
En 1869 prova de trobar sort a New York, on troba una habitació de fortuna als soterranis de la Borsa de New York a Wall Street. Dorm al costat del teletip que transmet les cotitzacions de l'or en els mercats financers, i estudia aquesta màquina de prop. Ajuda un dia el telegrafista de la Western Union a resoldre una avaria important sobre aquest telègraf i es veu proposar una còmoda plaça d'ajudant de l'enginyer a cap de la Western Union de New York, amb la missió de millorar la Telègraf de la Borsa de New York.

### Fundació de l'Edison Universal Stock Printer de New York

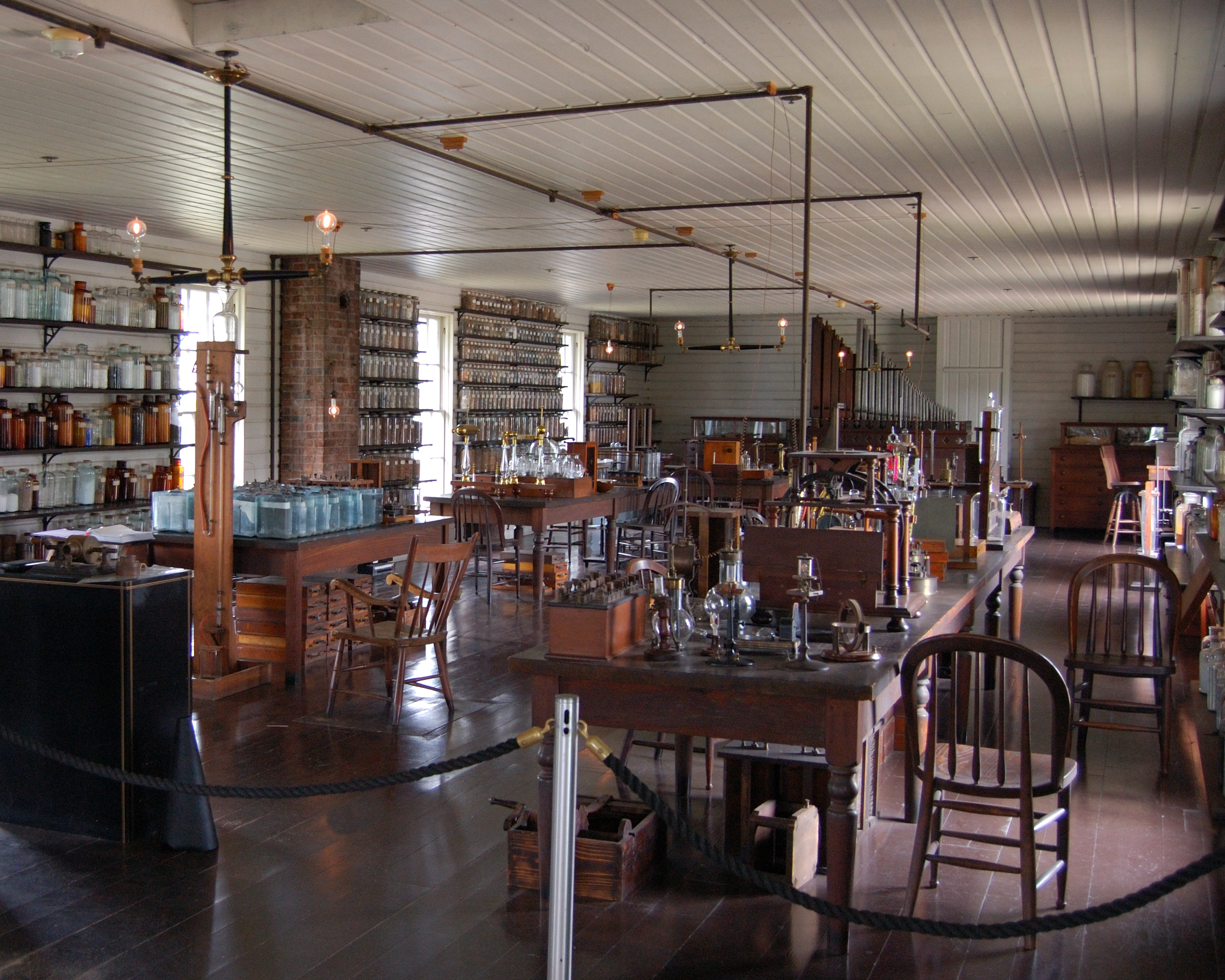
Laboratori de recerca de Menlo Park equipat amb les primeres bombetes elèctriques de la humanitat

Funda després se la ven per 40.000 dòlars la que fou la seva primera societat «Edison Universal Stock Printer», on desenvolupa i comercialitza el seu telègraf múltiplex automàtic patentat, podent transmetre i imprimir de manera simultània diverses cotitzacions de valors borsaris.

### Fundació del seu imperi industrial de Menlo Park
En 1874 amb els 40.000 dòlars anteriorment obtinguts de la venda, funda el seu propi imperi industrial de « Menlo Park » amb laboratoris d'investigació a Newark en l'estat de Nova Jersey prop de New York. És precursor de la investigació industrial moderna aplicada amb 2 socis i un equip de 60 investigadors assalariats (en lloc d'investigadors aïllats), supervisa fins a 40 projectes al mateix temps, i declara fins a 400 patents anualment. Fabrica i comercialitza els primers teletips que imprimeixen a gran velocitat.

### Invenció del telèfon patentat poc abans que ell per Bell
En 1876 comença a desenvolupar el telèfon però Alexander Graham Bell registra la seva patent poc abans que ell. Edison desenvolupa llavors un micròfon amb pastilla de carboni que millora considerablement les capacitats del telèfon del seu competidor.
Thomas Edison viu al seu laboratori i no dorm més que quatre hores per nit. Diu ser capaç de treballar 48, fins i tot 72 hores sense descans.

### Invenció del fonògraf

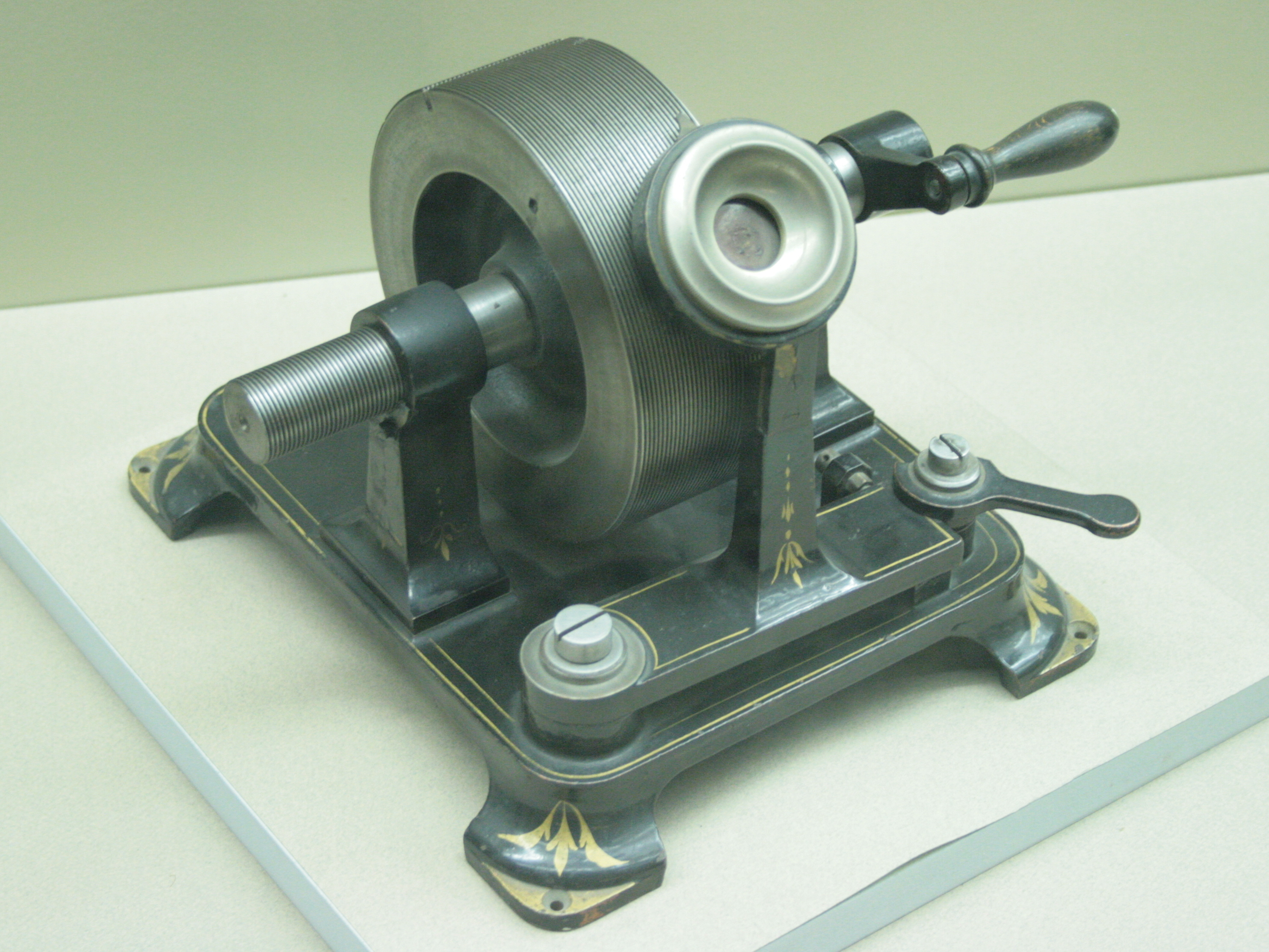
Fonògraf d'Edison, 1877 (Museu de les ciències de Madrid)

El francès Édouard-Léon Scott de Martinville ja havia enregistrat sons sobre paper el 1859 inventant així la phonoautografia però és en 1877 que Edison acaba la construcció del primer fonògraf verdader, capaç d'enregistrar i de reescoltar la veu humana i del so, que perfecciona amb el temps (Cilindre fonogràfic d'acer cobert d'un full d'estany i d'una agulla que grava després llegeix 2 minuts sons recollits o difosos per una botzina acústica). Les versions següents d'aquest aparell són a la base colossal de la indústria de la música enregistrada. El 1877 Edison provava d'obtenir un mètode de transcripció telegràfica en una cinta de paper i pensà que el sistema potser serviria també per enregistrar un missatge telefònic. Feu la prova amb dues agulles, una per a la gravació i l'altra per a la reproducció, i canvià el paper per un cilindre recobert amb una fulla de llauna. Els impulsos elèctrics de les paraules es van traduir en solcs impresos en el cilindre i, en reproduir-los, pogué sentir perfectament la lletra d'una cançó infantil que ell mateix havia enregistrat minuts abans.
L'experiment tingué lloc el desembre de 1877 i el febrer de 1878 obtingué la patent de l'aparell anomenat fonògraf.
En 1878 en el transcurs d'una sortida de pesca al «llac Battle» de Sierra Madre en l'estat de Wyoming, observa fins a quin punt les fibres d'un tros de bambú (de la seva canya de pescar) llançat al foc brillaven incandescents sense desintegrar-se. Aquesta observació li va inspirar la idea d'un filament lluent dins d'una bombeta elèctrica.

### Fundació de General Electric
1878 Thomas Edison es lliga amb John Pierpoint Morgan, un dels homes de negocis d'entre els més rics de Nova York, i funda la « Edison Electric Light Company », que es reanomenarà en 1889 en la « Edison General Electric Company », basada en els principis moderns de generació i producció de l'electricitat. El 1892, el nom es quedà simplement en General Electric, en unir-se amb el seu gran competidor Thompson-Houston.
La França el decora del grau de Cavaller de la Legió d'Honor i després de Commandeur de la Legió d'Honor en 1889.

### Invenció i difusió de la bombeta elèctrica domèstica

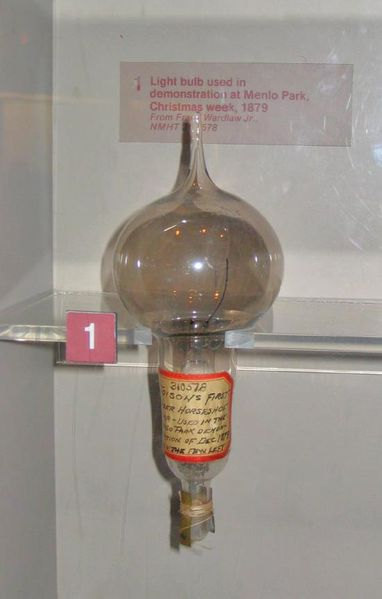
Primera bombeta de T.A.Edison utilitzada en la demostració a Menlo Park

Edison no va inventar la primera bombeta elèctrica, sinó que va ser el primer a produir una bombeta que podia durar més de 1200 hores, fet que va possibilitar la seva comercialització a gran escala.
El 1879, després d'un llarg i extenuant procés de recerca presentà la seva bombeta que podia restar encesa durant 13 hores i mitja i registra la patent de la bombeta elèctrica en base del filament de canya de bambú del Japó amb un voltatge feble en una ampolla de vidre al buit, després d'haver provat 6.000 substàncies vegetals i minerals enviades a buscar al món sencer, amb un pressupost de 40.000 dòlars. Aquesta invenció va permetre resoldre el problema de la divisió de la llum elèctrica, tal com era descrit en aquella època, i que consistia en la impossibilitat de tenir encesos alhora diversos punt de llum en un únic circuit.
Lewis Howard Latimer, enginyer de l'Edison Company soluciona el major problema de la bombeta amb filament en bambú, que crema prop de 30 hores. El 1881, patenta doncs, amb el seu amic Joseph V. Nichols, la primera bombeta d'incandescència amb filament de carboni; després obté, en solitari, el 1882, una patent per al seu procediment de fabricació i de muntatge de filaments de carboni. Únic negre membre de l'equip d'investigació científica d'Edison, Latimer dirigeix la instal·lació del sistema de la llum elèctrica a Filadèlfia així com a Montreal, al Quebec (Canadà). Després, se l'envia a Londres, a l'Anglaterra (Regne Unit), on és encarregat crear un departament de làmpades a incandescència per a la Maxim-Weston Electric Light Company.
William Hammer, un dels enginyers de Thomas Edison, descobreix a partir d'aquesta invenció l'Efecte Edison: l'emissió d'electrons per un filament calent que conduí a la invenció de la connexió sense fils amb vàlvules electròniques que és la base de l'electrònica moderna i de la radiofonia.
En 1880 il·lumina l'1 de gener tot el carrer, la biblioteca i el laboratori d'Edison Township (Menlo Park) amb una dinamo i 40 bombetes elèctriques de baixa tensió. Funda l'octubre amb l'ajut de capitals de grans financers, la seva pròpia fàbrica de bombetes de la «Edison Electric Light Company». De maig a juny registra una sèrie de 33 patents de «distribució completa d'enllumenat elèctric domèstic», de Generadors elèctrics, conductors elèctrics, Motors elèctrics, fusibles, etcètera. Millora les patents dels seus predecessors tals que Joseph Swan, Henry Woodward, James Bowman Lindsay i William Sawyer.
En 1881, l'Exposició internacional d'Electricitat de París de 1881 propulsa a Thomas Edison al rang de «símbol internacional de la modernitat i del progrés social científic».

### Invenció de la central elèctrica
En 1882 la «Edison Electric Light Company» de Thomas Edison funda la primera central elèctrica del món al carrer Pearl, situat a la part baixa de Manhattan (Nova York), per proporcionar energia elèctrica als 59 clients inaugurals, a base de 6 dinamos « Jumbo » el 4 de setembre per produir corrent continu en el carrer Pearl al barri de Wall Street de Manhattan, d'una capacitat de 1.200 làmpades per il·luminar 85 cases, despatxos o botigues. Menys d'un any més tard, altres centrals sempre més potents il·luminant més de 430 edidificis novaiorquesos amb més de 10.000 bombetes, seguit aviat per Londres.
En 1884, Edison (fervent partidari del corrent continu) se separa del seu empleat Nikola Tesla, un dels pioners del corrent altern, més perillós però capaç de ser transportat a més llarga distància que l'opció obstinada d'Edison. Edison usa les seves relacions per tal de desacreditar Tesla als ulls de l'opinió pública.
El sistema d'Edison, que utilitzava el corrent continu (CC), tenia detractors perquè era poc adequat per respondre a les noves demandes. El problema del transport era encara més difícil, ja que la transmissió interurbana de grans quantitats de CC en 110 volts era molt costosa i sofria enormes pèrdues per dissipació en forma de calor.
El 1886, George Westinghouse, un ric empresari però un nouvingut en el negoci elèctric que havia obtingut recentment la patent del transformador de Gaulard i Gibbs, va fundar Westinghouse Electric per competir amb General Electric d'Edison. El sistema de la primera es va basar en els descobriments i les patents de Nikola Tesla, que va creure apassionadament en la superioritat del corrent altern (CA). El seu argument es basava que les pèrdues en la transmissió d'electricitat depenen del voltatge: a major voltatge, menors pèrdues. I a diferència de la CC, el voltatge de la CA es pot elevar amb un transformador per ser transportat llargues distàncies amb poques pèrdues en forma de calor. Llavors, abans de proveir energia als clients, el voltatge es pot reduir a nivells segurs i econòmics.
Edison estava commogut per l'aparició de la tecnologia de Tesla, que amenaçava els seus interessos en un camp que ell mateix havia creat. Edison i Westinghouse es van enfrontar en una batalla de relacions públiques -que els diaris van denominar "la guerra dels corrents" - per determinar quin sistema es convertiria en la tecnologia dominant. Edison va inventar una cadira elèctrica de CA i va electrocutar gossos, gats, cavalls i fins i tot un elefant sobre una planxa de ferro al zoo de Nova York i va enregistrar la demostració amb cinetoscopi per demostrar que el corrent altern era perillós a més de car, aquestes demostracions van horroritzar l'opinió pública, però als responsables del govern que li van encarregar d'investigar l'electrocució per executar persones i poder substituir la forca, Edison va contractar Harold P. Brown per investigar i desenvolupar la cadira elèctrica. Per neutralitzar aquesta iniciativa, Tesla es va exposar a una descàrrega de corrent altern (CA) que va travessar el seu cos sense causar-li cap dany. Davant d'aquesta prova, Edison res no va poder fer i el seu prestigi va quedar momentàniament erosionat.
Durant la Fira Mundial de Chicago de 1893, Tesla va tenir la seva gran oportunitat. Quan Westinghouse va presentar un pressupost per la meitat del que demanava General Electric, la il·luminació de la Fira li va ser adjudicada i Tesla va poder exhibir els seus generadors, dínamos i motors de CA.
Més tard, la Niagara Falls Power Company va encarregar a Westinghouse el desenvolupament del seu sistema de transmissió. Va ser el final de la "guerra dels corrents" i els mateixos socis de General Electric es van fer partidaris de la CA i J. P. Morgan acomiadà Edison per oposar-s'hi i eliminà el seu nom de la companyia. Al mateix temps Tesla cedia els seus drets per salvar la companyia Westinhouse, la CA acabaria imposant-se a tot el món.

### Fundació de l'imperi industrial de West Orange prop de New York
1887 Edison s'instal·la a West Orange en l'estat de Nova Jersey per multiplicar per 10 la mida dels seus laboratoris d'investigació sobre un immens complex industrial implicant 14 edificis del qual 6 consagrats a la recerca i desenvolupament, una indústria de fabricació de bombetes, una central elèctrica, una biblioteca i més de 5.000 empleats. Declara : «Posaré l'electricitat tan barata que només els rics es podran pagar el luxe d'utilitzar espelmes.»

### Invenció del Quinetògraf i del Quinetoscopi

Una sèrie de fotos posades en moviment del fotògraf Eadweard Muybridge

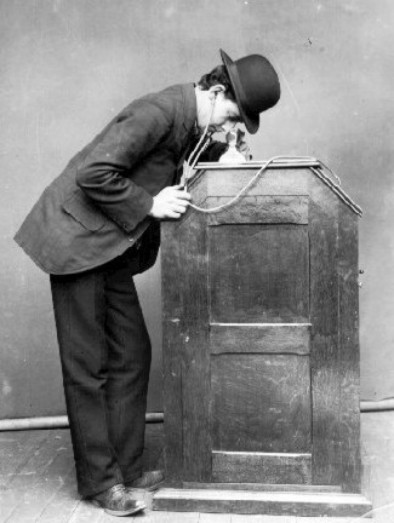
El Quinetòfon d'Edison en el 1888

En 1888 Edison s'és consagrat igualment a la gran aventura dels pioners del cinema. Rep el fotògraf Eadweard Muybridge, que ja havia inventat el 1879 el Zoopraxiscopi, i inventa el Quinetògraf (Només registra la seva patent als Estats Units).
En 1892 és condecorat amb l'Albert Medal de la Royal Society of Arts de Gran Bretanya.
Edison s'interessà per la possibilitat de produir un equivalent òptic de l'enregistrament sonor i de reproduir el fonògraf, inventat per ell, el 1887. Se sentí estimulat pel treball de Muybridge, i el febrer de 1888, discutí amb ell la possibilitat d'ajuntar el projector Zoopraxiscopi al fonògraf.
Però el projecte no continuà a causa d'unes declaracions fetes per Edison i el seu col·laborador escocès Dickson per qüestions de disputes legals sobre els ginys.
Durant la tardor de 1888 es treballa en el projecte del Fonògraf òptic: La idea inicial d'Edison era la d'enregistrar una sèrie de fotografies formant una espiral contínua al voltant d'un cilindre o d'una placa, de la mateixa manera que el so era enregistrat pel fonògraf. S'hauria pogut així arribar a enregistrar 180 fotografies -cadascuna al voltant d'1/32 de polzada d'amplada- per cada revolució del cilindre, el que faria 42 mil per a tot el cilindre. Aquest tindria la mateixa grandària que el del fonògraf i podria estar fet de qualsevol material emmotllable; n'hi hauria prou de recobrir-lo de col·lodió com una placa fotogràfica ordinària. Però en l'època de les plaques humides, això hauria estat considerat dubtós per a qualsevol fotògraf expert.
Però com animar amb un moviment intermitent regular un cilindre semblant al de cera del fonògraf? D'altra banda, calia trobar la manera d'enregistrar les fotografies microscòpiques que devien gravar-se successivament sobre el corró.
Dickson fabricà aleshores una petita càmera-microscopi emprant diversos objectius o llentilles provinents d'un dels seus microscopis. L'espectador individual podria veure les imatges a través d'una mena de microscopi a la vegada que escoltar el so des d'un fonògraf. Cada cilindre podria contenir 28 minuts d'imatges.
Però aviat s'adonà que la convexitat de la superfície d'un cilindre no permetia obtenir fotografies perfectament en el punt desitjat. Davant d'aquestes dificultats, el febrer de 1889 Edison s'afanya a aportar una solució. Calia obtenir un tipus de superfície sobre la qual gravar les fotografies preses amb el microscopi. A més, el cilindre seria de vidre i enrotllat amb pel·lícula fotogràfica. Diverses emulsions foren provades, però o bé eren pobres quant a sensibilitat a la llum o bé donaven gra excessiu per a les imatges microscòpiques.
Aquest segon projecte resulta igualment impracticable com també un de tercer presentat pel maig: En aquest, Edison planteja il·luminar el motiu a fotografiar amb una successió de raigs lluminosos.
A la tardor, Dickson havia pogut obtenir algunes fotografies microscòpiques successives, però aquest primer Kinetoscopi de cilindre no permetia projectar-les. Així que decidiren abandonar aquesta direcció de les recerques i canviar totalment els procediments emprats. Ara van utilitzar petites fotografies separadament i engrandides, per disposar-les a continuació en la circumferència d'un disc que girava lentament. Les fotografies eren aleshores il·luminades successivament per un efecte estroboscopi, a l'estil del Taquiscopi d'Anschütz. Cap a la fi de 1889 projecten experimentalment les imatges animades sobre una pantalla.
Més tard, Edison conegué a Marey -l'inventor del fusell fotogràfic-, durant l'Exposició Universal a París, l'agost del 1889, i va veure per primera vegada la seva càmera seqüencial, amb pel·lícula enrotllable. La Companyia Eastman havia anunciat la venda de bobines de pel·lícula transparent adreçades als aparells fotogràfics tipus Kodak.
A final d'aquest mateix any, Edison pensa en la possibilitat de replantejar-se el seu invent, no a partir de l'aparell, sinó del suport. És així com planeja emprar una llarga banda de pel·lícula sensible i transparent, en lloc del cilindre. Aquest cel·luloide es desenrotlla d'una bobina a una altra passant davant d'una obertura quadrada. La banda duu a cada costat una filera de perforacions, situades exactament les unes enfront de les altres, que s'engranen en una doble filera de dents d'una rodeta, com en el telègraf automàtic de Wheatstone.
Gràcies a les perforacions, Edison podia resoldre el problema de l'avenç regular de la pel·lícula, permetent obtenir en la presa de vistes, imatges perfectament equidistants, condició essencial per obtenir una reproducció satisfactòria del moviment.
Al llarg, però, de 1890, les experiències sobre fotografies animades passaran a segon terme en les preocupacions d'Edison i de Diestckson, fins que al desembre d'aquest any Dickson les reprèn i obté una sèrie d'imatges –conegudes com a monades– d'un personatge gesticulant amb el Kinetògraf de rotlle, derivat del fonògraf. Es tractava d'un cilindre revestit amb una làmina de cel·luloide que contenia una emulsió fotogràfica.
El maig de 1891 Edison estrena davant les delegades de la Federació Nacional de Clubs Femenins, que visiten el seu laboratori a West Orange, New Jersey, el prototip del Kinetoscopi, un aparell destinat a la visió individual de bandes d'imatges sense fi però que no permetia la seva projecció sobre una pantalla. Era una caixa de fusta vertical amb una sèrie de bobines sobre les que corrien 14 m. de pel·lícula en un bucle continu.
La pel·lícula, en moviment constant, passava per una làmpada elèctrica i per sota d'un vidre magnificador col·locat a la part superior de la caixa. Entre la làmpada i la pel·lícula hi havia un obturador de disc rotatori perforat amb una ranura estreta, que il·luminava cada fotograma tan breument que congelava el moviment de la pel·lícula, proporcionant unes 40 imatges/segon. Les pel·lícules emprades feien 3/4 de polzada (19 mm.) i eren transportades per mitjà d'un mecanisme d'alimentació horitzontal. Les imatges eren circulars. El visor individual es posava en marxa ficant-hi una moneda que activava el motor elèctric i oferia una visualització d'uns 20 segons.
Els nous models foren exhibits el 1893, quan comença la seva fabricació generalitzada.
El primer saló Kinetoscopi s'obre a Nova York l'abril de 1894; comptava amb 10 aparells cadascun dels quals oferia un programa diferent. Els temes són diversos: un forçut, lluita lliure, una barberia, danses escoceses, trapezi... S'havien filmat als nous estudis coneguts com a "Black Maria".
Posteriorment apareix el Kinetòfon, un híbrid del kinetoscopi i el fonògraf, que aportava el so a través d'uns auriculars.
El Kinetoscopi s'exhibí a París l'agost de 1894 i a Londres l'octubre. L'octubre de 1892 es dissenya un nou Kinetògraf, en la qual la pel·lícula s'introduïa verticalment en lloc d'horitzontalment. El nou disseny accepta una tira de pel·lícula més ampla, de 35 mm., amb quatre perforacions més o menys rectangulars a cada banda. Fou la primera càmera a emprar pel·lícula perforada de cel·luloide per a captar amb precisió les imatges i per a un transport efectiu a través de la màquina. Estava impulsada per un motor elèctric, mentre que la majoria de les altres càmeres eren manuals.
El mecanisme de la càmera Kinetògraf podria haver-se adaptat per a projeccions, però no arribà a fer-se. De fet, al principi Edison no creia que la projecció en públic arribés a tenir èxit.
La família Latham sí que es va sentir interessada per la projecció. L'abril de 1895 Dickson abandona a Edison i comença a col·laborar amb els Latham sobre una versió del kinetoscopi. L'Eidoloscopi s'exhibeix el maig a Nova York, però la feble definició de les imatges i la seva poca lluminositat feren que l'invent no es popularitzés.
De fet, la primera exhibició de pel·lícules als EUA basada en la projecció intermitent d'una tira de cel·luloide fou obra de Jenkins i Armat, a través del Phantascopi. Després se separaren. Armat tornà a redissenyar la màquina i la batejà com a Vitascopi.
El febrer de 1896 Edison va veure una demostració d'aquest i signà un acord amb Armat per al subministrament de projectors que serien promocionats i venuts sota el nom d'Edison. La primera exhibició pública del Vitascopi es realitzà en el "music hall" Koster i Bial de Nova York, el 23 d'abril de 1896. A primers de segle apareix el kinetoscopi de projecció.

### Invenció de la pila alcalina
El 1915 inventa la primera pila alcalina níquel-ferro.

### Primera guerra mundial
En el moment de la Primera Guerra mundial, Edison concep i fa funcionar fàbriques químiques i és designat president del comitè d'assessorament de la marina americana.
El 1915, Thomas Edison és llorejat de la Condecoració Franklin per les seves nombroses contribucions a la millora del benestar de la humanitat.
El 1928, és condecorat amb la Medalla d'or del Congrés dels Estats Units per «el desenvolupament i l'aplicació d'invencions que han revolucionat la civilització en el transcurs del segle passat».

### Vida privada
En 1871, es casa amb Mary Stilwell, una de les empleades del seu laboratori de 15 anys, que morirà prematurament a l'edat de 28 anys en 1884, deixant Thomas amb tres nens. Es casarà de nou amb Mina Miller el 1886, amb qui tindrà encara 3 nens més.
Treballador incansable, Edison es concentrava tant en els seus treballs que no passava més que el mínim temps amb la seva família. Evitava la majoria de les situacions socials, i la seva determinació era sovint viscuda com tirànica pels seus empleats.

### Mafia i control de patents
Poc després que els germans Lumière inventessin el cinematògraf, Edison en comprà les patents i controlà el negoci en la seva zona d'influència: la costa Est dels EUA. Algunes de les productores ubicades en aquesta regió, es van traslladar, a la costa Oest, zona on l'empresari no disposava dels drets d'explotació, després que Edison utilitzés perdonavides i pistolers contra aquells que no pagaven o utilitzaven sense permís el cinematògraf. Els que van marxar es van instal·lar a prop de Los Angeles, i van fundar el que ara és el centre de la indústria cinematogràfica, Hollywood. És rellevant el cas de Carl Laemmle que va fundar la Universal City, ciutat de 430 km quadrats on hi vivien els treballadors de la indústria del cinema.

### Defunció
El 1931, amb 82 anys, porta a terme una prova amb 17.000 plantes per a la producció de cautxú sintètic.
Thomas Edison va morir a l'edat de 83 anys, el 18 d'octubre del 1931, en el seu complex de West Orange en l'estat Nova Jersey, prop de New York, mentre que seguia incansablement els seus treballs, després d'haver registrat la seva última patent un any abans.
En total, va registrar en el transcurs de la seva vida 1.093 patents i va treballar amb més de 35.000 persones al seu càrrec en un imperi industrial que va permetre el desenvolupament de l'electricitat al món sencer.

## Filmografia muda

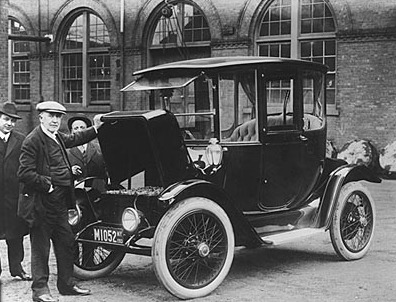
Thomas Edison inspeccionant un cotxe elèctric el 1913

- 1895: The Execution of Mary Stuart
- 1896: Fatima's Coochee-Coochee Dance
- 1896: Blackton Sketches, No. 3
- 1896: Blackton Sketches, No. 2
- 1897: Butterfly Dance
- 1898: The Passion Play of Oberammergau
- 1903: Electrocuting an Elephant
- 1904: Parsifal
- 1911: Lucia di Lammermoor

## Filmografia sonora

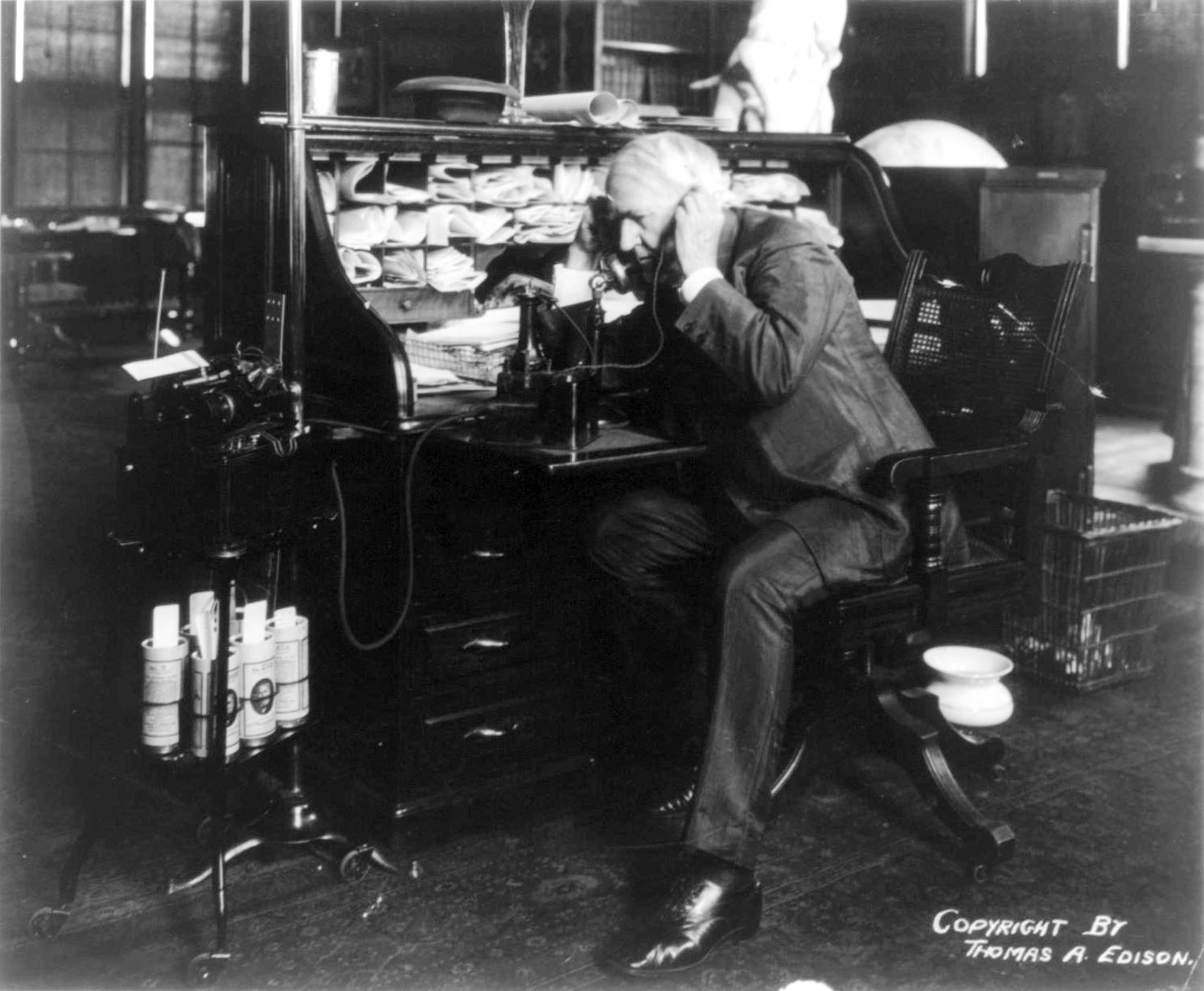
Thomas Edison al Telèfon

- 1913: Nursery Favorites
- 1913: A Minstrel Show
- 1913: The Irish Policeman
- 1913: Her Redemption
- 1913: Julius Caesar
- 1914: The Patchwork Girl of Oz